# Spaniens damjuniorlandslag i volleyboll
Spaniens damjuniorlandslag i volleyboll representerar Spanien i juniorsammanhang på damsidan i volleyboll. De har deltagit i både europa- och världsmästerskap, dock utan att vinna medalj.

## Resultat
| Kronologisk resultatlista | Kronologisk resultatlista | Kronologisk resultatlista |
| ------------------------- | ------------------------- | ------------------------- |
| Pos.                      | Tävling                   | År                        |
|                           | U21/U22-EM                | 2024                      |

| År | Namn           |
| -- | -------------- |
|    | Pascual Saurín |

| Kronologisk resultatlista | Kronologisk resultatlista | Kronologisk resultatlista |
| ------------------------- | ------------------------- | ------------------------- |
| Pos.                      | Tävling                   | År                        |
|                           | U21/U22-EM                | 2024                      |

| År | Namn           |
| -- | -------------- |
|    | Pascual Saurín |

| Sport | volleyboll |      |
| Resultat |            |      |
| \| Kronologisk resultatlista \| Kronologisk resultatlista \| Kronologisk resultatlista \| \| ------------------------- \| ------------------------- \| ------------------------- \| \| Pos. \| Tävling \| År \| \| \| U20/U21-VM \| 1977 \| \| \| U20/U21-VM \| 1981 \| \| \| U20/U21-VM \| 1989 \| \| 9 \| U19/U20-EM[2] \| 2024 \| |            |      |
| Redigera uppgifter i faktarutan |            |      |
| Kronologisk resultatlista |            |      |
| Pos. | Tävling    | År   |
| | U20/U21-VM | 1977 |
| | U20/U21-VM | 1981 |
| | U20/U21-VM | 1989 |
| 9 | U19/U20-EM | 2024 |

| Kronologisk resultatlista | Kronologisk resultatlista | Kronologisk resultatlista |
| ------------------------- | ------------------------- | ------------------------- |
| Pos.                      | Tävling                   | År                        |
|                           | U20/U21-VM                | 1977                      |
|                           | U20/U21-VM                | 1981                      |
|                           | U20/U21-VM                | 1989                      |
| 9                         | U19/U20-EM                | 2024                      |

| Sport | volleyboll |      |
| Resultat |            |      |
| \| Kronologisk resultatlista \| Kronologisk resultatlista \| Kronologisk resultatlista \| \| ------------------------- \| ------------------------- \| ------------------------- \| \| Pos. \| Tävling \| År \| \| 10 \| U19/U20-EM[3] \| 1979 \| \| 12 \| U19/U20-EM[4] \| 1982 \| \| 12 \| U19/U20-EM \| 1996 \| \| 6 \| U19/U20-EM \| 2000 \| \| \| U19/U20-EM \| 2018 \| |            |      |
| Redigera uppgifter i faktarutan |            |      |
| Kronologisk resultatlista |            |      |
| Pos. | Tävling    | År   |
| 10 | U19/U20-EM | 1979 |
| 12 | U19/U20-EM | 1982 |
| 12 | U19/U20-EM | 1996 |
| 6 | U19/U20-EM | 2000 |
| | U19/U20-EM | 2018 |

| Kronologisk resultatlista | Kronologisk resultatlista | Kronologisk resultatlista |
| ------------------------- | ------------------------- | ------------------------- |
| Pos.                      | Tävling                   | År                        |
| 10                        | U19/U20-EM                | 1979                      |
| 12                        | U19/U20-EM                | 1982                      |
| 12                        | U19/U20-EM                | 1996                      |
| 6                         | U19/U20-EM                | 2000                      |
|                           | U19/U20-EM                | 2018                      |

| Sport | volleyboll |      |
| Resultat |            |      |
| \| Kronologisk resultatlista \| Kronologisk resultatlista \| Kronologisk resultatlista \| \| ------------------------- \| ------------------------- \| ------------------------- \| \| Pos. \| Tävling \| År \| \| 8 \| U17/U18-EM[5] \| 1995 \| \| 6 \| U17/U18-EM[6] \| 2001 \| \| \| U18/U19-VM \| 2001 \| \| 7 \| U17/U18-EM[7] \| 2011 \| |            |      |
| Redigera uppgifter i faktarutan |            |      |
| Kronologisk resultatlista |            |      |
| Pos. | Tävling    | År   |
| 8 | U17/U18-EM | 1995 |
| 6 | U17/U18-EM | 2001 |
| | U18/U19-VM | 2001 |
| 7 | U17/U18-EM | 2011 |

| Kronologisk resultatlista | Kronologisk resultatlista | Kronologisk resultatlista |
| ------------------------- | ------------------------- | ------------------------- |
| Pos.                      | Tävling                   | År                        |
| 8                         | U17/U18-EM                | 1995                      |
| 6                         | U17/U18-EM                | 2001                      |
|                           | U18/U19-VM                | 2001                      |
| 7                         | U17/U18-EM                | 2011                      |

| Kronologisk resultatlista | Kronologisk resultatlista | Kronologisk resultatlista |
| ------------------------- | ------------------------- | ------------------------- |
| Pos.                      | Tävling                   | År                        |
|                           | U16/U17-EM                | 2019                      |

| År | Namn           |
| -- | -------------- |
|    | Pascual Saurín |

| Kronologisk resultatlista | Kronologisk resultatlista | Kronologisk resultatlista |
| ------------------------- | ------------------------- | ------------------------- |
| Pos.                      | Tävling                   | År                        |
|                           | U16/U17-EM                | 2019                      |

| År | Namn           |
| -- | -------------- |
|    | Pascual Saurín |